# Riksväg 49
Der Riksväg 49 ist eine schwedische Fernverkehrsstraße in Västra Götalands län und Örebro län.

## Verlauf
Die Straße führt von Skara, wo sie vom Europaväg 20 abzweigt, über Varnhem und Skövde, wo der Riksväg 26 gekreuzt wird, Tibro, wo der Länsväg 201 kreuzt, die Einmündung des Länsväg 195 in Mölltorp und weiter am Nordwestufer des Vättern über Karlsborg und Olshammar nach Askersund, wo sie auf den Riksväg 50 (Bergslagsdiagonalen) trifft und an diesem endet.
Die Länge der Straße beträgt rund 114 km.

## Geschichte
Die Straße trägt ihre derzeitige Nummer seit dem Jahr 1962.